# Phtheirospermum tenuisectum
Phtheirospermum tenuisectum är en snyltrotsväxtart som beskrevs av Louis Édouard Bureau och Franch.. Phtheirospermum tenuisectum ingår i släktet Phtheirospermum och familjen snyltrotsväxter. Inga underarter finns listade i Catalogue of Life.